# Chamaesphecia cilicia
Chamaesphecia cilicia is een vlinder uit de familie wespvlinders (Sesiidae), onderfamilie Sesiinae.
De wetenschappelijke naam van de soort is voor het eerst geldig gepubliceerd door Bartsch & Lingenhöle in 2011. De soort komt voor in het Palearctisch gebied.